# Kolno (Nowa Ruda)
Kolno (niem. Kohlendorf) – część miasta Nowa Ruda w Polsce, położona w województwie dolnośląskim, w powiecie kłodzkim.

## Położenie
Kolno położone jest w Sudetach Środkowych, na terenie Wzgórz Włodzickich, na północnym i północno-wschodnim stoku Miedzianego, na wysokości 400–450 m n.p.m.

## Podział administracyjny
W latach 1975–1998 miejscowość administracyjnie należała do województwa wałbrzyskiego.

## Historia
Kolno powstało w roku 1770 jako osada tkaczy, chałupników i górników, założenie miejscowości wiązało się z utworzeniem w roku 1781 kopani Ruben. W 1825 roku we wsi były już 62 domy, a w roku 1840 ich liczba wzrosła do 73, poza tym w tym czasie były tam też: potażarnia, młyn wodny i gorzelnia. Część mieszkańców utrzymywała się wtedy z tkactwa, były tam 63 warsztaty bawełniane i 4 lniane. W okresie międzywojennym Kolno zostało włączone administracyjnie do Nowej Rudy.

## Zabytki
Do wojewódzkiego rejestru zabytków wpisane są obiekty:
- maszynownia szybu „Lech”, teren dawnej KWK „Piast”, z 1890 roku,
- nadszybie z wieżą szybu „Anna”, teren dawnej KWK „Piast”, z 1898 roku,
- piece szybowe 28-32,  teren dawnej KWK „Piast”, z lat 1898-99.